# Герд фон Поммер-Еше
Герд фон Поммер-Еше (нім. Gerd von Pommer-Esche; 22 січня 1918, Нордгаузен — 14 липня 1943, Атлантичний океан) — німецький офіцер-підводник, оберлейтенант-цур-зее крігсмаріне.

## Біографія
3 квітня 1937 року вступив на флот. З березня 1940 року — командир катера R-21 з 1-ї флотилії R-катерів. Учасник Норвезької кампанії. З 27 січня по 29 червня 1941 року пройшов курс підводника. З 4 жовтня 1941 по лютий 1943 року — 1-й вахтовий офіцер на підводному човні U-159. З 15 лютого по 15 березня 1943 року пройшов курс командира човна. З 15 червня 1943 року — командир U-160. 29 червня вийшов у свій перший і останній похід. 14 липня U-160 був потоплений торпедами  бомбардувальників «Евенджер» і «Вайлдкет» з американського авіаносця «Санті». Всі 57 членів екіпажу загинули.

## Звання
- Кандидат в офіцери (3 квітня 1937)
- Морський кадет (21 вересня 1937)
- Фенріх-цур-зее (1 травня 1938)
- Оберфенріх-цур-зее (1 липня 1939)
- Лейтенант-цур-зее (1 серпня 1939)
- Оберлейтенант-цур-зее (1 вересня 1941)

## Нагороди
- Залізний хрест
  - 2-го класу (квітень 1940)
  - 1-го класу (1942)
- Нагрудний знак мінних тральщиків (1940)
- Нагрудний знак підводника (14 липня 1942)